# Alexei Alexejewitsch Ignatjew

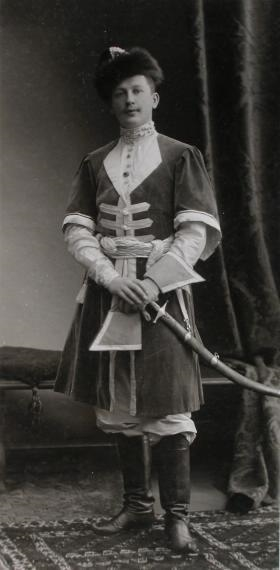
Graf Alexej Alexejewitsch Ignatjew 1903

Graf Alexei Alexejewitsch Ignatjew (russisch Алексей Алексеевич Игнатьев; wissenschaftliche Transliteration Aleksej Alekseevič Ignat'ev, * 2. Märzjul. / 14. März 1877greg. in Sankt Petersburg; † 20. November 1954 in Moskau) war ein zunächst kaiserlich-russischer, später sowjetischer General und Diplomat.

## Leben
Der Sohn von Graf Alexei Pawlowitsch Ignatjew begann nach der Schulausbildung mit 17 Jahren seine Laufbahn am kaiserlichen Hof als Kammerpage der Zarin Dagmar von Dänemark (als Zarin Alexandra Fjodorowna). Später erfolgte die Ausbildung zum Offizier und der Dienst in einem Gardekavallerieregiment. Nach dem Studium an der Akademie des russischen Generalstabs wurde Graf Ignatjew zum Stabsrittmeister ernannt. Nach Ausbruch des Russisch-Japanischen Krieges 1904 meldete sich Graf Ignatjew freiwillig an die Front und nahm als Stabsoffizier mit Auszeichnung an den Kämpfen teil. Nach dem Krieg erfolgte sein erster Einsatz vertretungsweise als Militärattaché Russlands in Frankreich. Danach erfolgte seine Berufung nach Dänemark, Schweden und Norwegen als ordentlicher Militärattaché. In der zunehmend angespannten internationalen Lage am Vorabend des Ersten Weltkrieges wurde er im Range eines Obersten mit Befehl von Zar Nikolaus II. vom 12. März 1912 wieder nach Paris entsandt, wo er nach Ausbruch des Ersten Weltkrieges 1914 militärischer Vertreter Russlands im französischen Hauptquartier wurde. Für seine Verdienste wurde er mit dem Kommandeurkreuz der Ehrenlegion ausgezeichnet.
Nach der russischen Februarrevolution 1917 erfolgte die Ernennung zum Generalmajor durch die Regierung Kerenski. Nach der Oktoberrevolution 1917 in Russland stellte sich Alexei Ignatjew in den Dienst der Sowjetmacht. Als einzig Verfügungsberechtigter verweigerte er die Übergabe von 225 Millionen Goldfranc, die dem russischen Staat gehörten und auf Pariser Banken deponiert waren, an die konterrevolutionäre russische Exilregierung. Stattdessen übergab er das Geld der Sowjetregierung, die von dem Vorhandensein dieser Finanzdepots gar keine Kenntnis hatte.
Das Angebot, französischer Staatsbürger und General zu werden, lehnte Graf Alexei Ignatjew ab. Er blieb aber auch in den Folgejahren in Frankreich und war nach der Aufnahme diplomatischer Beziehungen zwischen der Sowjetunion und Frankreich in der sowjetischen Handelsvertretung in Paris tätig. Im Jahr 1935 kehrte Alexei Ignatjew in die UdSSR zurück. Hier erhielt er von der Roten Armee seinen alten Dienstgrad zurück und wurde später zum Generalleutnant befördert. Er überstand heil die Säuberungsaktionen Stalins in Streitkräften, Partei- und Staatsapparat. Ignatjew übernahm verantwortliche Aufgaben in der militärischen Ausbildung und schied 1947 aus dem aktiven Dienst aus.
Mit zunehmendem Alter kränkelte Ignatjew häufig. Im Herbst 1953 erkrankte er so schwer, dass er ins Krankenhaus eingeliefert werden musste, wo er ein Jahr später verstarb.
Graf Alexei Ignatjew war mit Natalja Truchanowa verheiratet. Seine Memoiren, die er der sowjetischen Jugend widmete, tragen den Titel „Fünfzig Jahre in Reih und Glied“ (Berlin: Verlag der Nation, 1956. Übersetzung von Пятьдесят лет в строю).